# Cranichis garayana
Cranichis garayana är en orkidéart som beskrevs av Dodson och Roberto Vásquez. Cranichis garayana ingår i släktet Cranichis, och familjen orkidéer.
Artens utbredningsområde är Bolivia. Inga underarter finns listade i Catalogue of Life.